# Fratelli Frilli Editori
Fratelli Frilli Editori è una casa editrice italiana con sede a Genova fondata dai promotori editoriali Giacomo e Carlo Frilli nel 2000.
Pubblica circa 50 titoli all’anno collocandosi, sulla base della categorizzazione ISTAT, fra le case editrici medio-alte.

## Storia
L'attività della casa editrice ha avuto inizio con la pubblicazione di due "libri-denuncia": il romanzo Il Sindaco. L'avventura politica di un medico del noto pediatra Paolo Cornaglia Ferraris, già autore di saggi ed articoli di denuncia sul mondo della sanità, e La Mala-Ricetta scritto da un anonimo informatore farmaceutico che aveva deciso di denunciare il sistema utilizzato dalle industrie farmaceutiche per la diffusione dei loro prodotti.
Subito dopo i fatti del G8 di Genova del 2001 l'editrice ha pubblicato Le quattro giornate di Genova, a cura di Raffaello Bisso e Claudio Marradi, che, con il suo successo in termine di vendite, ha fatto conoscere la casa editrice al grande pubblico, finendo anche in prima pagina di quotidiani nazionali.
La tipologia di opere si è poi differenziata negli anni successivi andando a comprendere collane storiche, fotografiche e di romanzi gialli e noir, spesso caratterizzati da una "forte connotazione geografica". Tra questi oltre ai lavori del giallista milanese Dario Crapanzano, che in seguito è stato pubblicato da Mondadori, i romanzi che hanno come protagonista l'investigatore Bacci Pagano,  scritti da Bruno Morchio, e quelli che ruotano attorno al commissario Antonio Mariani di Maria Masella, nonché le opere di Ugo Moriano. Anche la giallista Annamaria Fassio (premio Tedeschi 1999)  ha pubblicato alcuni inediti con Fratelli Frilli.
Dal 2017 si pubblica a cadenza annuale e in onore dello scomparso Marco Frilli un'antologia di racconti noir scritti dagli autori della casa editrice.